# Chrysina tricolor
Chrysina tricolor är en skalbaggsart som beskrevs av Ohaus 1922. Chrysina tricolor ingår i släktet Chrysina och familjen Rutelidae. Inga underarter finns listade i Catalogue of Life.